# 維科季
49°34′3″N 23°8′13″E / 49.56750°N 23.13694°E
維科季（烏克蘭語：Викоти），是烏克蘭西部的村莊，隸屬利維夫州的桑比爾區。該村始建於1428年，面積9.59平方公里，海拔高度305米，2001年人口1,829，人口密度每平方公里190.72人。